# Maddalena Casulanaová
Maddalena Casulanaová (nepřechýleně Maddalena Casulana; také Madalena Casulana di Mezarii, Madalena Casula; asi 1544 – asi 1590) byla italská pozdně renesanční hudební skladatelka, loutnistka a zpěvačka. Je první ženou–hudební skladatelkou, která dosáhla vydání celé knihy své hudby tiskem.

## Život
O životě Maddaleny Casulanaové je známo jen málo nad to, co lze odvodit z věnování a textů v jejích sbírkách madrigalů. S největší pravděpodobností se narodila v Casole d'Elsa poblíž Sieny, jak svědčí její jméno. Hudební vzdělání a rané zkušenosti získala ve Florencii.
Její první dílo pochází z roku 1566: čtyři madrigaly ve sbírce Il Desiderio, kterou napsala ve Florencii. O dva roky později vydala v Benátkách svou první vlastní knihu čtyřhlasých madrigalů Il primo libro di madrigali, která je vůbec první tištěnou a publikovanou knihou skladeb napsaných ženou. Téhož roku provedl Orlando di Lasso její Nil mage iucundum na dvoře Albrechta V. Bavorského v Mnichově; hudba se však nedochovala.
Určitě měla blízko k Isabelle de' Medici a věnovala jí některé skladby. V letech 1570, 1583 a 1586 vydala další knihy madrigalů, všechny v Benátkách. Někdy během té doby se provdala za muže jménem Mezari, ale nejsou o něm známy žádné další informace, ani se neví, kde bydleli. Jistě navštívila Veronu, Milán a Florencii, což se ví z informací obsažených ve věnováních, a pravděpodobně jela také do Benátek, protože tam vycházela její hudba a mnoho Benátčanů psalo o jejích schopnostech. V 70. letech 16. století podnikla nejméně jednu cestu na francouzský královský dvůr.
Citát z věnování její první knihy madrigalů Isabelle de' Medici ukazuje její skladatelské sebevědomí v době, kdy ženy v této roli byly řídké: „Nakolik jen dokážu, chci v této hudební profesi ukázat světu, jak se mýlí mužové, kteří myslí, že jen oni mají dary intelektu a umění a že takové dary se ženám nikdy nedávají."

## Dílo
Styl Maddaleny Casulanaové je umírněně kontrapunktický a chromatický, připomíná některá raná díla Marenzia i řadu madrigalů Philippa de Monte, ale vyhýbá se extrémnímu experimentátorství skladatelů ferrarské školy, jako byli Luzzaschi a Gesualdo. Její melodické linky jsou zpěvné a věnují pečlivou pozornost textu. Casulanaová ve svých polyfonních vokálních dílech upřednostňovala dramatický dialog. To demonstruje její madrigal „Morte – Che vôi – Te Chiamo?“, ve kterém střídá různé hlasy, aby zdůraznila otázky a odpovědi textu.
Jiní skladatelé té doby, jako byl Philippe de Monte, ji hodnotili vysoce; to, že Lassus řídil její dílo na panovnické svatbě v Bavorsku, naznačuje, že i na něj její schopnosti udělaly dojem. Celkem se dochovalo 66 jejích madrigalů.
V roce 2022 bylo oznámeno, že k jejímu dochovanému dílu bylo přiřazeno dalších 17 madrigalů, přičemž dvanáct skladeb bylo zahráno poprvé po 400 letech dne 8. března 2022 v rámci programu BBC Radio 3 k Mezinárodnímu dni žen. Objev učinila Laurie Strasová, profesorka hudby univerzit v Southamptonu a Huddersfieldu, která identifikovala ztracený altový part skladatelčiny knihy pětihlasých madrigalů z roku 1583 v Ruské státní knihovně v Moskvě. O notopisu se předpokládá, že byl uloupen z gdaňské knihovny Polské akademie věd během druhé světové války a stále nese katalogová čísla z Gdaňsku.

## Diskografie
- Bonds, Mark Evan. A History of Music in Western Culture. Vol. 1. Pearson/Prentice Hall, 2014, 6 compact discs accompany text of same title. Originally released in 2010.
- Briscoe, James R., comp. New Historical Anthology of Music by Women.. Indiana University Press, 2004, 3 compact discs accompanying an anthology of scores. Originally released in 1991.
- I canti di Euterpe, sec. XVI. Ensemble Laus contentus.Recorded in 1998. La bottega discantica, Discantica 37, 1998, compact disc.
- English and Italian Renaissance Madrigals. Virgin 7243 5 61671 2 4, 1999, 2 compact discs. Originally released in 1987.
- Frauensaiten: die weibliche Seite der Musik. The Hilliard Ensemble, et al. EMI Electrola 7243 4 78380 2 6, 1997, compact disc. Originally released as LP in 1955.
- Full Well She Sang: Women’s Music from the Middle Ages & Renaissance. Marquis MAR 81445, 2013, compact disc. Originally released in 1991.
- Italian Renaissance Madrigals. EMI Classics CDC 7 54435 2, 1992, compact disc.
- Understanding Music: Student’s Compact Disc Collection. Sony Music Special Products A3 24952, 1996, 3 compact discs accompany textbook of same title.
- Verklingend und ewig: Raritäten aus der Herzog August Bibliothek Wolfenbüttel. Capella Augusta Guelferbytana, Mädchenchor Hannover (Gudrun Schröfel, cond.) ; Knabenchor Hannover (Jörg Breiding, cond.). Recorded July 4–9, 2011. Rondeau ROP6054, 2011, compact disc.